# Campylopus hildebrandtii
Campylopus hildebrandtii là một loài Rêu trong họ Dicranaceae. Loài này được (Müll. Hal.) A. Jaeger mô tả khoa học đầu tiên năm 1880.